# Serve di Maria di Ravenna
Le Serve di Maria di Ravenna sono un istituto religioso femminile di diritto pontificio.

## Storia
Le origini della congregazione risalgono all'istituto fondato a Ravenna da Giorgio Ghiselli insieme con Margherita Zamara per l'accoglienza, l'educazione e l'istruzione delle ragazze povere. Attorno alla Zamara si organizzò presto una piccola comunità di coadiutrici, posta sotto la protezione dell'Addolorata e riconosciuta come sodalizio del terz'ordine secolare servita il 16 settembre 1868.
L'opera della comunità rimase a lungo limitata all'Istituto Ghiselli: la congregazione ebbe una prima approvazione il 24 ottobre 1910 da parte da Pasquale Morganti, arcivescovo di Ravenna, e fu canonicamente riconosciuta dal suo successore Giacomo Lercaro il 2 dicembre 1949.
L'istituto, aggregato all'ordine servita dal 24 aprile 1926, ottenne l'approvazione pontificia il 15 settembre 1985.

## Attività e diffusione
Le suore si dedicano alla cura e all'educazione della gioventù, specialmente povera.
Le suore sono presenti in varie località d'Italia; la sede generalizia è a Ravenna.
Alla fine del 2011 la congregazione contava 36 religiose in 5 case.